# 渡瀬バイパス
渡瀬バイパス（わたらせバイパス）は、福島県東白川郡鮫川村にある国道289号の改良区間である。当頁では近接する青生野工区についても述べる。

## 概要
- 起点…東白川郡鮫川村青生野字大犬平（国道349号上）
- 終点…東白川郡鮫川村渡瀬字中野町（福島県道242号赤坂東野塙線交点）
- 全長…7,439m
- 幅員…6.0（8.0）m

渡瀬川の渓谷に沿う現道は狭隘で大型車とのすれ違いが不可能であり、急峻な地形のため落石の危険がある箇所が多くあり、累計雨量100㎜を超えると通行止めになり大きな迂回を強いられ、中通りと浜通りを結ぶ国道でありながら安全な道路交通が確保できていなかった。これらの解消のために国道289号現道の鹿角平観光牧場を挟んで北側、国道349号と重複し北上した地点から分岐する新たなバイパス路線の建設が2010年度より事業化され、平成30年代前半の開通を目標としている。当区間の一部は村道の改良ですでに供用されている区間があり、その交差地点から終点までの区間が第1工区（全長1,620m）、国道349号分岐から村道改良部までの区間が第2工区（全長3,396m）、国道349号重複区間の現道拡幅である第3工区（全長2,423m）として事業が行われている。
2023年3月4日、2工区の開通により全線開通。

## 道路施設
- 山王大橋（渡瀬川）
- もみじ橋（渡瀬川）

## 青生野工区
- 起点…いわき市田人町旅人字水吞場
- 終点…東白川郡鮫川村青生野
- 全長…2,720m
- 幅員…6.5（9.0）m

渡瀬バイパスの東側、いわき市境付近から国道349号交点手前の狭隘区間の現道拡幅事業である。2013年度に事業着手され、順次拡幅供用されており、2021年12月21日に完成供用された。旧道は同日付で国道指定を外され村道へ移管されている。